# فرودگاه فرانکفورت اگلسباخ
فرودگاه فرانکفورت اگلسبخ (به انگلیسی: Frankfurt Egelsbach Airport) (به زبان بومی: Flugplatz Frankfurt-Egelsbach) یک فرودگاه همگانی با کد یاتا QEF است که یک باند فرود آسفالت دارد و طول باند آن ۱۴۰۰ متر است. این فرودگاه در کشور آلمان قرار دارد و در ارتفاع ۱۱۷ متری از سطح دریا واقع شده است.